# Asesinato de Pascasio Báez
El 21 de diciembre de 1971, Ramón Pascasio Báez Mena, un peón rural uruguayo, fue asesinado por la guerrilla del Movimiento de Liberación Nacional-Tupamaros. Su muerte tuvo una gran repercusión en el país.
Pascasio Báez era un hombre nacido en 1925, que vivía en la ciudad de Pan de Azúcar, en el departamento de Maldonado. Tenía esposa e hijos y trabajaba como peón rural.
Hacia octubre de 1971, Báez transitaba a pie por el campo, intentando detener a un animal que había escapado, en la estancia Espartacus, situado en la Ruta 9 a unos 10 km de la ciudad de Pan de Azúcar. Casualmente descubrió una guarida de los guerrilleros, llamada popularmente «tatucera». Era un centro de adiestramiento y un escondite, con un arsenal de armas robadas. También se estaba preparando un sector a modo de laboratorio. Se considera que era parte de un plan para llevar la guerrilla al medio rural.
Luego de apresarlo, los tupamaros manejaban tres ideas sobre qué destino darle para impedir que los denunciase:
- mandarlo a Chile cruzando Argentina,
- mantenerlo en detención indefinidamente o
- ejecutarlo.

Luego de mantenerlo cautivo aproximadamente dos meses, los tupamaros decidieron ejecutarlo inyectándole una sobredosis de pentotal.
Según Zabalza, la orden provino de Tino Píriz Budes, un agente infiltrado de la Secretaría de Informaciones del Estado.
Durante unos meses esto permaneció oculto; pero el 20 de junio de 1972 por las Fuerzas Conjuntas descubrieron este escondite y exhumaron los restos de Báez.
Este hecho fue reconocido décadas después por el exguerrillero Jorge Zabalza, quien lo consideró «un delito de guerra contra un ciudadano totalmente ajeno a la confrontación que se desarrollaba en el Uruguay», dado que antiguos miembros del movimiento afirman que se hacían esfuerzos por no herir inocentes y para minimizar el uso de la violencia.
En septiembre de 2003, una calle de Montevideo fue denominada con su nombre.
También hay solicitudes de vecinos para ponerle su nombre a calles en las ciudades de La Paz y Las Piedras, pertenecientes al departamento de Canelones.